# Lubok Panyang
Lubok Panyang is een bestuurslaag in het regentschap Aceh Barat van de provincie Atjeh, Indonesië. Lubok Panyang telt 119 inwoners (volkstelling 2010).